# Francesco Coccopalmerio
Francesco Coccopalmerio (6 de març de 1938) és un cardenal catòlic italià. Actualment és el President del Consell Pontifici per als Textos Legislatius des del seu nomenament pel Papa Benet XVI el 15 de febrer de 2007.

## Biografia
Va néixer a San Giuliano Milanese, a la província i arxidiòcesi de Milà el 6 de març de 1938, fill d'Alberto i Giuseppina Ceppi.
Durant la Segona Guerra Mundial la família va ser evacuada a Sernio, la regió de la seva mare, on va rebre la seva primera comunió.
En l'adolescència va créixer a la parròquia dels Sants Gervasi i Protasi a Parabiago, on el pare feia de secretari de l'ajuntament.

### Formació i ministeri sacerdotal
Després de fer l'educació clàssica al liceu estat de Busto Arsizio, va ingressar al seminari arxiepiscopal de Milà el 1957, on va romandre fins a 1962, després es continua els seus estudis a la Facultat de Teologia del Nord d'Itàlia, on el 1963 obtingué la llicenciatura en teologia.
El 28 de juny de 1962 va ser ordenat sacerdot a la Basílica de Sant Ambròs de Milà, pel cardenal Giovanni Battista Montini (més tard el Papa Pau VI).
Durant un any, des de 1962 a 1963, va fer de professor al seminari menor de Masnago i després entrà a la cúria de Milà el 1966, on va exercir com a fiscal general a partir de 1980 i fins al 1994. També el 1966 es va convertir també professor de dret canònic a la Facultat de Teologia del Nord d'Itàlia, càrrec que va ocupar fins a 1999.
Es va traslladar a Roma per estudiar a la Universitat Pontifícia Gregoriana, on va obtenir un doctorat en dret canònic el 1968, sota la direcció del jesuïta Wilhelm Bertrams, amb qui dissertà una tesi titulada "La participació dels no catòlics a l'adoració de l'Església Catòlica en la pràctica i la doctrina de la Santa Seu des de principis del segle xvii fins al present". El 1970 obtingué una llicenciatura en Teologia Moral a la Pontifícia Acadèmia Alfonsiana. Es va llicenciar en Dret el 1976 a la Universitat Catòlica de Milà sota la direcció del professor Orio Giacchi.
Des de 1981 és professor adjunt a la Facultat de Dret Canònic a la Pontifícia Universitat Gregoriana i el 1985 va tornar a Milà per convertir-se en pro-vicari general de l'arxidiòcesi. També es convertí en president de la comissió diocesana per l'ecumenisme i el diàleg, a partir de 1988.
El 1986 va ser nomenat Prelat d'honor de Sa Santedat.
Va obtenir la llicència en teologia el 1990, aprofitant també l'oportunitat d'estudiar alemany.

### Ministeri episcopal i cardenalat
El 8 d'abril de 1993 el Papa Joan Pau II el va nomenar bisbe auxiliar de Milà i bisbe titular de Celiana; rebent la consagració episcopal el 22 de maig següent, a la catedral de Milà, de mans del cardenal Carlo Maria Martini, actuant com a coconsagradors els bisbes Attilio Nicora (després arquebisbe i cardenal) i Giovanni Giudici.
Durant aquest temps treballà amb els centres culturals i de formació culturals catòlics. Guanyà la confiança de l'arquebisbe, convertint-se en vicari delegat per a la disciplina dels sagraments, pel patrimoni cultural eclesiàstic, per l'arxiu històric, pel tribunal eclesiàstic regional i, des de 1993, esdevingué en delegat pel concili presbiteral i de la pastoral diocesana. A la Conferència Episcopal Italiana és membre del consell d'assumptes judicials, des de 1993, es va convertir en president el 1999. Des del 1995 al 2006 és comissari papal de la Companyia de Sant Pau. L'agost de 2000 va ser nomenat membre del Tribunal suprem de la Signatura Apostòlica.
El 4 d'agost de 2002 inaugurà amb el llavors bisbe de Sulmona-Valva Giuseppe Di Falco, el Santuari Nacional de Maurici d'Itàlia a Pescocostanzo.
El 15 de febrer de 2007 el papa Benet XVI el va nomenar president del Consell Pontifici per als Textos Legislatius i l'elevà a la dignitat d'arquebisbe (pro hac vice); succeint el cardenal Julián Herranz Casado, que va renunciar per raons d'edat.
Es diu que Coccopalmeiro va tenir un paper clau en l'aixecament de les excomunions dels caps de la Societat de Sant Pius X.
Sota la seva presidència, té lloc la celebració del vintè cinquè aniversari de la promulgació del Codi de Dret Canònic (1983-2008) i el vintè aniversari de l'entrada en vigor del Codi dels Cànons de les Esglésies Orientals (1990-2010). En 2008, es va convertir en consultor general de la Unió de Juristes Catòlics Italians. També és el fundador, amb el jesuïta Jean Beyer, del diari "Quaderns de Dret Canònic", així com autor de nombroses publicacions científiques sobre el tema de la legislació eclesiàstica.
En el consistori del 18 de febrer de 2012 el Papa Benet XVI el va crear cardenal diaca de San Giuseppe dei Falegnami; prenent possessió del diaconat el 26 d'abril vinent.
Va ser nomenat membre de la Congregació de la doctrina de la Fe, de la Signatura Apostòlica i del Consell Pontifici per a la Promoció de la Unitat dels Cristians el 21 d'abril de 2012; el 19 de juny següent va ser confirmat president del Consell Pontifici per als Textos Legislatius, i va ser nomenat membre de la Congregació per a les Causes dels Sants el 22 de desembre d'aquell any. El 19 de desembre de 2013 va ser confirmat membre de la Congregació per a les Causes dels Sants.
Va ser delegat pontifici per a les celebracions del 718è aniversari del Perdonanza Celestiniana celebrat a L'Aquila del 23 al 29 d'agost de 2012.
Participa en el conclave de 2013, durant el qual va ser elegit el Papa Francesc.
Després de l'elecció del Papa Francesc, el cardenal Coccopalmeiro proposà creat un moderador de la Cúria (moderator curiae), un prelat que identificaria ineficències a la Cúria i treballaria per a una solució. La idea va ser àmpliament apreciada pels cardenals car molts d'ells tenien experiència de com lenta és Roma en respondre les seves peticions i com la burocràcia de la Cúria pot alentir procediments durant mesos.